# Xanthorhoe griphodeata
Xanthorhoe griphodeata là một loài bướm đêm trong họ Geometridae.